# 오영숙
오영숙은 조선민주주의인민공화국의 탁구 선수였다. 1972년 중공 북경 아시아선수권대회에서 김창애와 함께 복식 금메달을 획득하였다.